# XXXIXe siècle
Le XXXIXe siècle (ou 39e siècle) de l'ère commune commencera le 1er janvier 3801 et finira le 31 décembre 3900.
Il s'étend entre les jours juliens 3 109 346,5 et 3 145 869,5,.

## Calendrier

### Types d'années
| Décennies | … 0 | … 1 | … 2 | … 3 | … 4 | … 5 | … 6 | … 7 | … 8 | … 9 |
| --------- | --- | --- | --- | --- | --- | --- | --- | --- | --- | --- |
| 380 …     | E   | D   | C   | B   | AG  | F   | E   | D   | CB  | A   |
| 381 …     | G   | F   | ED  | C   | B   | A   | GF  | E   | D   | C   |
| 382 …     | BA  | G   | F   | E   | DC  | B   | A   | G   | FE  | D   |
| 383 …     | C   | B   | AG  | F   | E   | D   | CB  | A   | G   | F   |
| 384 …     | ED  | C   | B   | A   | GF  | E   | D   | C   | BA  | G   |
| 385 …     | F   | E   | DC  | B   | A   | G   | FE  | D   | C   | B   |
| 386 …     | AG  | F   | E   | D   | CB  | A   | G   | F   | ED  | C   |
| 387 …     | B   | A   | GF  | E   | D   | C   | BA  | G   | F   | E   |
| 388 …     | DC  | B   | A   | G   | FE  | D   | C   | B   | AG  | F   |
| 389 …     | E   | D   | CB  | A   | G   | F   | ED  | C   | B   | A   |

## Évènements astronomiques prévus auXXXIXesiècle
- 3811 : Retour attendu de la comète Donati, la grande comète du milieu du XIXe siècle.
- 25 décembre 3818 : transit de Vénus, qui ne fait pas partie d'une paire (premier contact à 12 h 57 UTC, deuxième contact à 13 h 12 UTC, troisième contact à 20 h 50 UTC, quatrième contact à 21 h 5 UTC)[3].

## Liens avec la science-fiction
Ce siècle est déjà mentionné dans certains ouvrages de science-fiction, comme la bande dessinée La Spirale du temps.